# Stridsvagn 103
Stridsvagn 103 (česky tank), zkráceně Strv 103, známý též jako S-tank, byl mezi 60. a 90. lety 20. století hlavním stíhačem tanků švédské armády. Je znám především svou nekonvenční bezvěžovou konstrukcí, s hlavní výzbrojí, tankovým kanónem ráže 105 mm, nepohyblivě uloženým v čele korby vozidla. Jeho zaměřování v odměru bylo prováděno otáčením celého vozidla a v náměru změnou nastavení hydropneumatického odpružení podvozku tanku. Výhodou ale byla velmi nízká silueta tanku, vhodná především k obraně. Strv 103 tvořily hlavní část švédských obrněných jednotek, ale dnes již patří do historie. Po náročném výběrovém řízení byl nahrazen mnohem univerzálnějším německým tankem Leopard 2A5 (Strv 122).

## Historie
Švédská armáda si byla kvalitou celé konstrukce naprosto jistá. Proto již v roce 1960 objednala v předstihu 10 předsériových tanků, ačkoliv finální prototyp Strv 103 byl hotov až o rok později.
Kompletní vývoj celého revolučního tanku stál 45 mil. švédských korun (téměř 3 mil. tehdejších dolarů nebo 9 miliónů liber).[zdroj⁠?!]

## Výhody a nevýhody

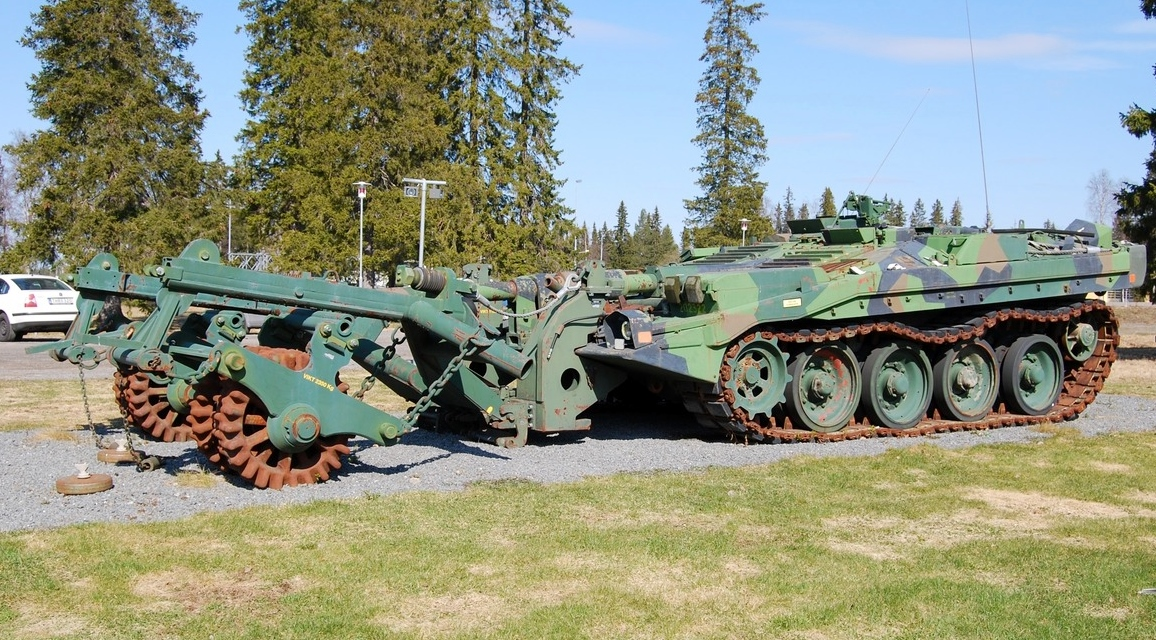
Stridsvagn 103 C s odminovacím zařízením

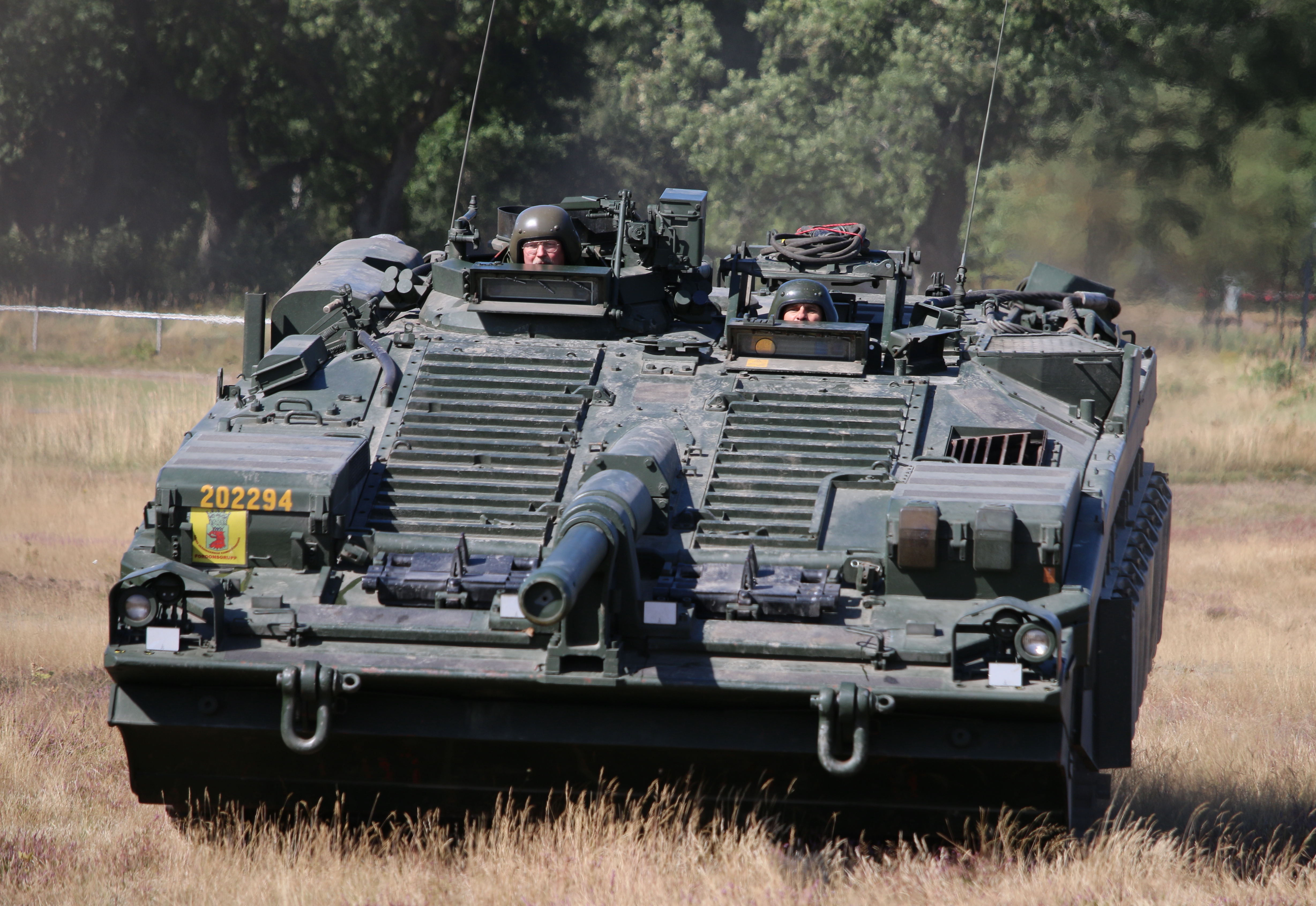
Kanon tanku

Strv 103 byl první (a dosud jediný) sériově vyráběný hlavní bojový tank, jehož kanón nebyl uložen v plně otočné pohyblivé věži. Místo věže bylo použito kasematové uspořádání – kanón byl pevně uložen přímo do korby vozidla. Tato převratná koncepce přinesla řadu velkých výhod a dvě výrazné nevýhody (pomalé otočení kanonu oproti moderním tankům a nemožnost střelby za jízdy).
Tank vynikal mimořádně nízkou siluetou, která znesnadňovala jeho objevení a zasažení nepřítelem (zejména pokud tank stál na odvrácené straně kopce). Kvůli nepřítomnosti velké silně pancéřované věže byl také výrazně lehčí a se svou hmotností kolem 42 tun patřil k nejlehčím moderním tankům. Díky tomu může normálně plavat, zatímco všechny ostatní tanky ztrácejí čas hledáním vhodného mostu či brodu.
Strv 103 byl prvním tankem na světě s plně automatickým nabíjením kanónu, což umožnilo redukci posádky na tři muže. Jeho hlavní zbraní je 105mm kanón L74 (modifikovaný britský kanón L7) s drážkovaným vývrtem hlavně, jehož nabíjení zajišťuje výkonný automat se zásobníkem na 50 různých nábojů. Složení zásobníku je samozřejmě ovlivněno aktuálními bojovými úkoly, ale obvykle obsahuje 25 podkaliberních a 25 tříštivotrhavých nábojů. Kanón dokáže střílet rychlostí až 15 ran za minutu.
Strv 103 byl prvním tankem na světě s plně hydropneumatickým odpružením podvozku řízeným servomotory. To umožňovalo snadno nastavovat náměr pevně uloženého kanónu, který se mohl podélně naklánět v rozsahu od −12 do +12 stupňů. Odměr kanónu se prováděl natočením celého tanku do požadovaného směru. Otočka o 90 stupňů trvala přibližně 2 až 3 sekundy, což bylo během 60. let minulého století zcela dostačující (rotační mechanismy v tehdejších tankových věžích byly jen nepatrně rychlejší).
Strv 103 byl také prvním tankem na světě, který byl poháněn plynovou spalovací turbínou (známý sovětský tank T-80 se dostal k bojovým jednotkám až v roce 1976). Celý pohonný systém však byl kombinovaný. Tank byl poháněn plynovou turbínou Boeing 553 (výkon 366 kW) a vznětovým vícepalivovým osmiválcovým motorem Rolls-Royce K60 (výkon 179 kW). Přitom obě pohonné jednotky mohly pracovat jednotlivě nebo zároveň podle aktuální situace. Na silnici a v lehkém terénu stačil vznětový motor. V boji nebo obtížném terénu se zapínala turbína, která okamžitě výrazně zvýšila výkon a hbitost celého stroje.

## Strv 103 verze B
Ačkoliv první sériové tanky odpovídaly verzi A, základním typem švédské armády byly Strv 103 verze B, které již dokázaly samostatně plavat a měly i jednoduchý systém nočního vidění pro boj v noci. Důležitým doplňkem se stala radlice.

## Strv 103 verze C
V roce 1986 začala rozsáhlá modernizace na nový standard verze C. Do jejich výzbroje přibyly nové britské podkaliberní střely APDS. Systém řízení palby byl výrazně doplněn balistickým počítačem, laserovým dálkoměrem a pasivními noktovizory švédské výroby. Každý tank Strv 103 také dostal nový vznětový motor Detroit Diesel 6V-53T (výkon 213 kW), nové převodové ústrojí a větší palivové nádrže. Výraznou novinkou bylo také nové přídavné pancéřování zvyšující ochranu proti kumulativním nábojům.

## Strv 2000
Nástupcem vynikajícího tanku Strv 103 se měl stát nový tank Strv 2000, jehož základem měla být pestrá série experimentálních bojových vozidel. Nakonec byla zvolena relativně konvenční konstrukce s malou otočnou věží. Prototyp měl masivní výzbroj – 140mm kanón a 40 mm rychlopalný kanón proti slabě pancéřovaným cílům. Měl být nejlépe pancéřovaným tankem na světě. Nakonec však byl celý projekt v roce 1991 zrušen pro neúnosnou finanční náročnost.